# Estádio Nacional do Peru
O Estádio Nacional do Peru (em castelhano: Estadio Nacional del Perú), popularmente conhecido como Colosso de José Díaz (em castelhano: Coloso de José Díaz) em razão de estar situado na rua que homenageia este militar que integrou o Exército dos Andes, é um estádio multiuso localizado em Lima, capital do Peru. Oficialmente inaugurado em 27 de outubro de 1952 com capacidade máxima para 55 000 espectadores, porém sucessivas reformas e remodelações ocorridas durante as décadas de 1990 e 2000 modernizaram sua estrutura, porém reduziram sua capacidade de público. Atualmente, consegue comportar 45 574 pessoas.
Trata-se da principal casa onde a Seleção Peruana de Futebol manda suas partidas amistosas e oficiais válidas por competições continentais. Além disso, também sediou as cerimônias de abertura e encerramento dos Jogos Pan-Americanos de 2019 e ainda a cerimônia de abertura dos Jogos Parapan-Americanos de 2019.
Historicamente, o estádio foi um dos que mais sediaram partidas válidas pela Copa Libertadores da América, sendo o 3.º colocado na América do Sul neste quesito.

## Principais torneios realizados
- 3 Copa América: 1953, 1957 e 2004
- 2 Campeonato Sul-Americano de Futebol Sub-17: 1987 e 1995
- 1 Campeonato Sul-Americano de Futebol Sub-20: 1975
- 1 Campeonato Mundial de Futebol Sub-17: 2005

### Copa América de 2004
| Data                | Mandante  | Placar         | Visitante | Fase           | Público |
| ------------------- | --------- | -------------- | --------- | -------------- | ------- |
| 6 de julho de 2004  | Venezuela | 0–1            | Colômbia  | Fase de grupos | 45 000  |
| 6 de julho de 2004  | Peru      | 2–2            | Bolívia   | Fase de grupos | 45 000  |
| 9 de julho de 2004  | Colômbia  | 1–0            | Bolívia   | Fase de grupos | 35 000  |
| 9 de julho de 2004  | Peru      | 3–1            | Venezuela | Fase de grupos | 43 000  |
| 20 de julho de 2004 | Argentina | 3–0            | Colômbia  | Semifinais     | 42 000  |
| 21 de julho de 2004 | Brasil    | 1–1 (5–3 d.p.) | Uruguai   | Semifinais     | 40 000  |
| 25 de julho de 2004 | Argentina | 2–2 (2–4 d.p.) | Brasil    | Final          | 49 000  |

## Grandes eventos realizados
- Show do Ricky Martin.
- Copa América de futebol feminino 2003.
- Final da Taça Libertadores da América de 1997.
- Show da Shakira.
- Final da copa peruana de atletismo;
- Final do campeonato mundial de atletismo;
- Reunião Especial das Testemunhas de Jeová por ocasião da visita do Superintendente Zonal ao Peru;
- Show do RBD na sua Tour del Adiós;
- Show do Kiss no dia 14 de abril de 2009, na turnê Kiss Alive/35 World Tour;
- Show do Coldplay no dia 5 de Abril de 2016, na turnê A Head Full of Dreams Tour;
- Visita do presidente americano Bill Clinton em sua passagem pelo país em 1997;
- Sede da 29ª reunião de católicos de toda a América Latina e do Caribe no ano de 2007 onde recebeu cerca de 110.000 pessoas;
- Show da banda One Direction.
- O Rei do Pop Michael Jackson se apresentaria no estádio, durante único show do astro no Peru, em 27 de outubro de 1993 (durante a passagem da sua Dangerous World Tour pela América do Sul). Entretanto, devido ao esgotamento físico de Jackson, o show foi cancelado.
- Julio Iglesias na festa de 22 anos da TV América.
- Cerimônias de abertura e encerramento dos Jogos Pan-Americanos de 2019 e Jogos Parapan-Americanos de 2019.
- Cerimônias de abertura e encerramento dos Jogos Pan-Americanos de 2027 e Jogos Parapan-Americanos de 2027.

## Tragédia
Em maio de 1964, no jogo entre as seleções olímpicas da Argentina e do Peru, na disputa de uma vaga para a olimpíada de Tóquio daquele ano, houve um tumulto generalizado quando o árbitro uruguaio Ángel Eduardo Pazos anulou o gol de empate da seleção da casa aos 39 minutos do segundo tempo, já que a Argentina vencia por 1 a 0. A torcida invadiu o campo e a polícia tentou dispersar os invasores. Desta maneira, o tumulto ganhou proporções trágicas quando a polícia usou gás lacrimogêneo, assustando mais de 47 mil torcedores presentas no estádio, que tentaram sair ao mesmo tempo do local ocasionando 312 mortes e mais de 500  feridos. O caso transformou-se numa das maiores tragédias do futebol mundial.